# The Caine Mutiny Court-Martial (film 1988)
The Caine Mutiny Court-Martial è un film per la televisione del 1988 diretto da Robert Altman, tratto dall'opera teatrale Corte marziale per l'ammutinamento del Caine (1953) di Herman Wouk, di cui cambia l'ambientazione da San Francisco a Port Townsend, nello stato di Washington.

## Produzione
Altman ha dichiarato di essersi approcciato al progetto poiché interessato alla copertura mediatica dello scandalo Iran-Contra, del quale, come milioni di americani, aveva seguito i processi alla TV.

## Distribuzione
Il film è andato in onda l'8 maggio 1988 alle ore 21 sull'emittente CBS. È uscito poi per Laserdisc, VHS e DVD.